# Апий Клавдий Пулхер (консул 212 пр.н.е.)
Вижте пояснителната страница за други личности с името Апий Клавдий Пулхер.
Апий Клавдий Пулхер (на латински: Appius Claudius Pulcher) е политик на Римската република по времето на Втората пуническа война.

## Биография
Син е на Публий Клавдий Пулхер (консул 249 пр.н.е.) и брат на Клавдия Квинта.
През 217 пр.н.е. Пулхер е едил, а през 216 пр.н.е. е военен трибун. Участва в битката при Кана.
През 215 пр.н.е. е претор в Сицилия. От 214 пр.н.е. той е управител на Сицилия и командва заедно с Марк Клавдий Марцел през 213 пр.н.е. експедицията към острова, когато картагенците пристигат там.
През 212 пр.н.е. Пулхер е избран за консул заедно с Квинт Фулвий Флак и се бие против Ханибал. През 211 пр.н.е. двамата обсаждат и превземат град Капуа, преминал на страната на Картаген. Клавдий Пулхер умира като проконсул 211 пр.н.е. след падането на града.

## Деца
- Апий Клавдий Пулхер (консул 185 пр.н.е.)
- Публий Клавдий Пулхер (консул 184 пр.н.е.)
- Гай Клавдий Пулхер (консул 177 пр.н.е.)
- Луций Клавдий Пулхер Немо